# Ландульф IV (князь Беневентський)
Ланду́льф (†13 липня 982) — князь Беневентський і князь Капуанський як Ландульф VI з 968 року, герцог Сполетський у 981, правив разом із своїм батьком Пандульфом Залізною Головою.
У 967 імператор Священної Римської імперії Оттон I Великий прибув до Риму і подарував Панудльфу вакантний титул герцога Сполетського та зобов'язав його вести війну проти візантійців. Пандульф почав військові дії у 968. Того ж року Оттон I доручив Пандульфу вести облогу візантійського Барі. У 969 Пандульф був полонений візантійцями та утримувався у тюрмі в Константинополі. Звільнений у 970 після того як імператор Візантії Іоанн Цимісхій віддав Феофанію заміж за сина Оттона I, майбутнього Оттона II.
Після смерті Пандульфа його володіння були поділені між синами. Ландульф, як старший син, отримав об'єднане Беневентське і Капуанське князівство, а також Сполетське герцогство, молодший син Пандульф одержав Салернське князівство. Однак, імператор Оттон II спочатку позбавив Ландульфа північного Сполетського герцогства, надавши його Тразімунду, який був герцогом Камерино і графом Пенне. Пізніше Ландульф був змушений змиритись і з поділом об'єднаного князівства Капуї та Беневенто, зберігши за собою титул лише князя Капуанського.
Загинув у битві під Стіло, у якій військо імператора Оттона II воювало з сарацинами.